# Hellebrin
Hellebrin ist eine in verschiedenen Nieswurz-Arten vorkommende chemische Verbindung, die zu den Herzglykosiden vom Bufadienolid-Typ zählt.

## Struktur
Im Hellebrin ist das steroidische Aglycon Hellebrigenin glycosidisch mit Scillabiose, einem Disaccharid aus D-Glucose und L-Rhamnose, verknüpft.

Struktur des Glycons Scillabiose
Struktur des Aglycons Hellebrigenin

Hellebrigenin unterscheidet sich in seiner Struktur nur geringfügig von k-Strophanthidin, in welchem statt des 6-gliedrigen Lacton-Rings ein 5-gliedriger Ring vorliegt.

## Vorkommen
Hellebrin kommt in der Natur als sekundärer Pflanzenstoff in verschiedenen Arten der Gattung Nieswurz (Helleborus) vor, insbesondere in den unterirdischen Pflanzenteilen. Es konnte beispielsweise in der Schneerose (Helleborus niger) nachgewiesen werden; ferner in der Purpur-Nieswurz (Helleborus purpurascens), der Grünen Nieswurz (Helleborus viridis), der Orientalischen Nieswurz (Helleborus orientalis), in Helleborus odorus, Helleborus multifidus, Helleborus dumetorum, Helleborus cyclophyllus und Helleborus bocconei.

## Wirkung
Wie andere Bufadienolide und Cardenolide, die zusammen die Gruppe der Herzglykoside bilden, hat Hellebrin eine starke Wirkung auf die Funktion des Herzmuskels. Dabei wird die Schlagkraft gesteigert  und die Herzfrequenz gesenkt, was bei ausreichend hoher Dosierung zum Tod führen kann. Die Giftwirkung beruht auf der Hemmung der Natrium-Kalium-ATPase. Im Gegensatz zu anderen Verbindungen dieser Gruppe ist im Fall von Hellebrin die Wirkung des Aglycons stärker als die des Glycosids. Aufgrund ihrer zytotoxischen Eigenschaften hemmen Hellebrin und Hellebrigenin in vitro das Wachstum von Krebszellen.

## Geschichte
Karl Damian von Schroff beschrieb 1859 eine kristalline Substanz aus Nieswurz-Extrakten, die er als Träger der „narcotischen“ Wirkung betrachtete. 1865 gewannen August Husemann und Wilhelm Marmé zwei glycosidische Substanzen aus Helleborus niger und Helleborus viridis. Eine davon identifizierten sie als das bereits von anderen Autoren beschriebene „Helleborin“, die andere nannten sie in Abgrenzung dazu „Helleborein“. Sie gingen davon aus, dass es sich dabei mit hoher Wahrscheinlichkeit um die zuvor von Schroff beschriebene Substanz handelte. In ihren Versuchen an Katzen führte sie bereits in niedriger Dosierung zum Tod durch „Herzlähmung unter den Erscheinungen allmälig sich ausbildender Narcose“.
1943 beschrieb Walter Karrer die Isolation eines reinen, herzwirksamen Glycosids aus der Pflanzendroge Radix Hellebori nigri, der getrockneten Wurzel der Schneerose. Da er aus der Literatur über Helleborein schließen konnte, dass es sich dabei nicht um eine einheitliche, wohldefinierte Substanz handelte, wählte er,  um „Verwechslungen und weiteren Verwirrungen vorzubeugen“, für die von ihm isolierte Verbindung die neue Bezeichnung „Hellebrin“.
Die Konstitution des Aglycons Hellebrigenin konnte 1949 ermittelt werden. Die vollständige stereochemische Struktur wurde 1995 mittels NMR-spektroskopischer Untersuchungen aufgeklärt.

## Externe Links zu erwähnten Verbindungen
1. ↑  Externe Identifikatoren von bzw. Datenbank-Links zu Hellebrigenin:  CAS-Nr.: 465-90-7, EG-Nr.: 207-368-3, ECHA-InfoCard: 100.006.700, PubChem: 259577, Wikidata: Q76085451.
2. ↑  Externe Identifikatoren von bzw. Datenbank-Links zu Scillabiose:  CAS-Nr.: 40525-07-3, PubChem: 20056675, ChemSpider: 16739567, Wikidata: Q27276071.